# Badendorf (Wüstung)
Badendorf ist eine Wüstung nördlich des Süßen Sees ca. 4 km westlich von Seeburg im Landkreis Mansfeld-Südharz in Sachsen-Anhalt. Das Dorf lag auf dem Riß einem Hang nördlich des Sees. Um die Dorfstelle befinden sich heute Weinberge.

## Geschichte
Badendorf war ein deutsches Dorf der fränkischen Besiedlungsphase. Erich Neuß gibt eine Entstehungszeit im 9. Jahrhundert an und ein vermutetes Wüstfallen zwischen den Jahren 1468 und 1582.
Badendorf wurde am 10. Juni 1320 mit der Bezeichnung Badendorp urkundlich erwähnt, als es durch die Grafen von Mansfeld von Erzbischof Burchard III. zusammen mit dem Haus und Gericht zu Hedersleben erworben wurde. Am 27. Dezember 1337 wurden dann zwei Hufen und zwei Höfe in Badendorf durch Graf Burchard von Mansfeld auf Bitten des Konventualen Heinrich Sorge dem Kloster zu Wimmelburg übereignet.
Am 16. Juni 1420 wurde in einer Urkunde der Erbteilung der Grafschaft Mansfeld u. a. die Ortschaft Badendorf aus Zubehör von Schloss Seeburg benannt. Ebenso im Jahre 1446, als Erzbischof Friedrich die Grafen Günther, Gebhard und Volrad von Mansfeld mit dem Schloss Seeburg und dem Zubehör Badendorff belehnte. Auch im in den Jahren 1523 wurde es als Bodendorf und 1582 wieder als Badendorf als Zubehör des Schloss Seeburg benannt.
Badendorf wurde vermutlich aufgrund der schwierigen Bewirtschaftungsverhältnisse der zur Siedlung gehörenden Äcker verlassen. Die Einwohner wanderten vermutlich nach Neehausen oder Volkmaritz ab. Nach Berichten waren noch im Jahre 1800 eingestürzte Keller und Füllmunde von Gebäuden in der Wüstung sichtbar.